# Fakkelteit
Fakkelteit is het tweede soloalbum van de Nederlandse rapper Sticks in samenwerking met de producer DJ Delic, beide bekend van de rapgroep Opgezwolle. Het album werd al kort na het uitbrengen van Eigen Wereld aangekondigd en verscheen uiteindelijk op 21 september 2007.
Het album kwam op nummer 7 binnen in de Album Top 100. Hij werd over het algemeen dan ook goed ontvangen, maar werd toch enigszins overschaduwd door het succes en de kwaliteit van Eigen Wereld.
Anders dan het eerste soloalbum bevat dit album een groot aantal gastbijdragen, waaronder vijf van Opgezwolle-collega Phreako Rico. De producties zijn alle van Delic met uitzondering van 'Spaanse Vlieg', dat door A.R.T werd geproduceerd.

## Tracks
1. Welkomstwoord - 2:07
2. Weg Kwijt (met Shyrock & Rico) - 3:01
3. Utopia (met Typhoon & James) - 4:11
4. Sporen2 - 3:36
5. Tot Zo (met Rico) - 4:15
6. Spaanse Vlieg - 4:13
7. Slangeleer - 2:00
8. Snelle Jongens (met Rico) - 3:36
9. Laatste Dagen - 2:17
10. Vrij - 2:10
11. Broodje Aap - 5:24
12. Water/Vuur (met Jawat) - 3:18
13. Ga (met Typhoon & Rico) - 3:37
14. Brak - 2:40
15. Gisteren/Vandaag - 3:24
16. Goeiedag Verder (met Rico) - 4:33

## Uitgaven
Edities
| Editie | Jaar | Drager     | Label                 |
| ------ | ---- | ---------- | --------------------- |
| 1e     | 2007 | plastic cd | Top Notch / PIAS      |
| 2e     | 2008 | plastic cd | Top Notch / Universal |

Beperkte oplage
| Jaar | Info                     | Label            |
| ---- | ------------------------ | ---------------- |
| 2007 | Special Edition          | Top Notch / PIAS |
| 2007 | Limited Edition; Schrift | Top Notch / PIAS |